# 大阪市電14系統
大阪市電14号系統（おおさかしでんじゅうよんごうけいとう）は、かつて大阪市交通局が経営していた大阪市営電気鉄道（大阪市電）の運転系統及びその路線名。

## 概要
- 所属車庫：天王寺車庫
- 色別：■

## 駅一覧
駅一覧は1959年（昭和34年）当時のものである。
| 駅名           | 接続路線 | 道路名                          | 所在地 | 所在地 |
| -------------- | --- | ------------------------------- | ------ | ------ |
| 守口駅         | | 国道1号線                       | 大阪府 | 守口市 |
| 太子橋駅       | | 国道1号線                       | 大阪府 | 大阪市 |
| 今市町駅       | | 城北公園通 大阪市道中津太子橋線 | 大阪府 | 大阪市 |
| 大宮小学校前駅 | | 城北公園通 大阪市道中津太子橋線 | 大阪府 | 大阪市 |
| 大宮町駅       | | 城北公園通 大阪市道中津太子橋線 | 大阪府 | 大阪市 |
| 城北公園前駅   | | 城北公園通 大阪市道中津太子橋線 | 大阪府 | 大阪市 |
| 生江町駅       | | 城北公園通 大阪市道中津太子橋線 | 大阪府 | 大阪市 |
| 赤川町三丁目駅 | | 大阪市道赤川天王寺線            | 大阪府 | 大阪市 |
| 赤川町一丁目駅 | | 大阪市道赤川天王寺線            | 大阪府 | 大阪市 |
| 高倉町三丁目駅 | | 大阪市道赤川天王寺線            | 大阪府 | 大阪市 |
| 高倉町二丁目駅 | | 大阪市道赤川天王寺線            | 大阪府 | 大阪市 |
| 高倉町一丁目駅 | | 大阪市道赤川天王寺線            | 大阪府 | 大阪市 |
| 都島本通駅     | 大阪市電：都島車庫前方面 | 大阪市道赤川天王寺線            | 大阪府 | 大阪市 |
| 都島中通駅     | | 大阪市道赤川天王寺線            | 大阪府 | 大阪市 |
| 都島南通駅     | | 大阪市道赤川天王寺線            | 大阪府 | 大阪市 |
| 東野田駅       | 大阪市電：京橋・桜の宮橋方面 | 大阪市道赤川天王寺線            | 大阪府 | 大阪市 |
| 片町駅         | 日本国有鉄道：片町線 京阪電気鉄道：京阪本線 | 大阪市道赤川天王寺線            | 大阪府 | 大阪市 |
| 京阪東口駅     | 大阪市電：天満橋方面 | 上町筋 大阪市道赤川天王寺線     | 大阪府 | 大阪市 |
| 大手前駅       | | 上町筋 大阪市道赤川天王寺線     | 大阪府 | 大阪市 |
| 馬場町駅       | 大阪市電：法円坂町・谷町三丁目方面 | 上町筋 大阪市道赤川天王寺線     | 大阪府 | 大阪市 |
| 上本町一丁目駅 | | 上町筋 大阪市道赤川天王寺線     | 大阪府 | 大阪市 |
| 上本町二丁目駅 | 大阪市電：東雲町・谷町六丁目方面 | 上町筋 大阪市道赤川天王寺線     | 大阪府 | 大阪市 |
| 上本町四丁目駅 | | 上町筋 大阪市道赤川天王寺線     | 大阪府 | 大阪市 |
| 上本町六丁目駅 | 大阪市電：小橋西の町・谷町九丁目方面 近畿日本鉄道：大阪線・奈良線                                                                                    | 上町筋 大阪市道赤川天王寺線     | 大阪府 | 大阪市 |
| 上本町八丁目駅 | | 上町筋 大阪市道赤川天王寺線     | 大阪府 | 大阪市 |
| 上本町九丁目駅 | | 上町筋 大阪市道赤川天王寺線     | 大阪府 | 大阪市 |
| 天王寺椎寺町駅 | |                                 | 大阪府 | 大阪市 |
| 天王寺西門前駅 | 大阪市電：大道二丁目・天王寺公園前方面 | 谷町筋 大阪府道30号線           | 大阪府 | 大阪市 |
| 阿倍野橋駅     | 大阪市電：南河堀町・動物園前方面 大阪市営地下鉄:1号線 日本国有鉄道：関西本線・城東線・阪和線 近畿日本鉄道：南大阪線 南海電気鉄道：天王寺支線・上町線 | 谷町筋 大阪府道30号線           | 大阪府 | 大阪市 |